# Manuel Pagliani
Manuel Pagliani (Camposampiero, Provincia de Padua, Italia, 16 de julio de 1996) es un piloto de motociclismo italiano que participa en la categoría de Moto3 con el CIP.
En 2013 y 2014 fue competidor de la Red Bull MotoGP Rookies Cup, en el último año fue también el campeón de CIV Moto3. En 2016 ganó el Campeonato CIV Moto3 por segunda vez.

## Resultados

### Campeonato del mundo de motociclismo

#### Por temporada
| Temp. | Cat.  | Moto     | Equipo                | Carreras | Victorias | Podios | Poles | V.Ráp. | Pts. | Pos.  |
| ----- | ----- | -------- | --------------------- | -------- | --------- | ------ | ----- | ------ | ---- | ----- |
| 2015  | Moto3 | Mahindra | San Carlo Team Italia | 5        | 0         | 0      | 0     | 0      | 3    | 32.º  |
| 2017  | Moto3 | Mahindra | CIP                   | 12       | 0         | 0      | 0     | 0      | 1*   | 32.º* |
| Total |       |          |                       | 17       | 0         | 0      | 0     | 0      | 4    |       |

- * Temporada en curso.

### Carreras por año
(Carreras en negrita indica pole position, carreras en cursiva indica vuelta rápida)
| Año  | Clase | Moto     | 1      | 2      | 3      | 4      | 5      | 6      | 7      | 8       | 9      | 10     | 11     | 12     | 13  | 14      | 15     | 16     | 17      | 18     | Pos.  | Pts. |
| ---- | ----- | -------- | ------ | ------ | ------ | ------ | ------ | ------ | ------ | ------- | ------ | ------ | ------ | ------ | --- | ------- | ------ | ------ | ------- | ------ | ----- | ---- |
| 2015 | Moto3 | Mahindra | QAT    | AME    | ARG    | SPA    | FRA    | ITA    | CAT    | NED     | GER    | IND    | CZE    | GBR    | RSM | ARA Ret | JPN 22 | AUS 13 | MAL Ret | VAL 25 | 32.º  | 3    |
| 2017 | Moto3 | Mahindra | QAT 22 | ARG 21 | AME 25 | SPA 27 | FRA 18 | ITA 22 | CAT 20 | NED Ret | GER 20 | CZE 25 | AUT 19 | GBR 15 | RSM | ARA     | JPN    | AUS    | MAL     | VAL    | 32.º* | 1*   |

- * Temporada en curso.